# علی جان اوتوش
علی جان اوتوش (انگلیسی: Ali John Utush؛ زادهٔ ۱ نوامبر ۱۹۷۷) بازیکن فوتبال اهل ایالات متحده آمریکا است.
از باشگاه‌هایی که در آن بازی کرده‌است می‌توان به باشگاه فوتبال رید و باشگاه فوتبال کلرادو رپیدز اشاره کرد.